# Красный Хутор (Краснозёрский район)
Кра́сный Ху́тор — посёлок в Краснозёрском районе Новосибирской области. Входит в состав Кайгородского сельсовета. 

## География
Площадь посёлка — 47 гектаров.
В поселке развивается сельское хозяйство 

## Население
| 2002 | 2007 | 2010 |
| ---- | ---- | ---- |
| 466  | ↗499 | ↘497 |

## Инфраструктура
В посёлке по данным на 2007 год функционирует 1 учреждение образования. 
На территории есть Краснохуторской Дом культуры.